# Вельодруж
Вельодруж (пол. Wielodróż) — село в Польщі, у гміні Пшасниш Пшасниського повіту Мазовецького воєводства.
Населення — 303 особи (2011).
У 1975-1998 роках село належало до Остроленцького воєводства.

## Демографія
Демографічна структура станом на 31 березня 2011 року:
|          | Загалом | Допрацездатний вік | Працездатний вік | Постпрацездатний вік |
| -------- | ------- | ------------------ | ---------------- | -------------------- |
| Чоловіки | 158     | 36                 | 106              | 16                   |
| Жінки    | 145     | 21                 | 87               | 37                   |
| Разом    | 303     | 57                 | 193              | 53                   |